# Aulexis tuberculata
Aulexis tuberculata es un coleóptero de la familia Chrysomelidae.
Fue descrita científicamente por primera vez en 1993 por Tan.